# رافاييل بيتانكورت
رافاييل بيتانكورت (بالإسبانية: Rafael Betancourt)‏ هو لاعب كرة قاعدة فنزويلي، ولد في 29 أبريل 1975 في كومانا في فنزويلا.

## وصلات خارجية
- رافاييل بيتانكورت على موقع دوري كرة القاعدة الرئيسي (الإنجليزية)
- رافاييل بيتانكورت على موقع الدوري الياباني لكرة القاعدة (الإنجليزية)
- رافاييل بيتانكورت على موقعبيزبول رفرنس.كوم (الدوري الرئيسي) (الإنجليزية)
- رافاييل بيتانكورت على موقعبيزبول رفرنس.كوم (الدوري الثانوي) (الإنجليزية)
- رافاييل بيتانكورت على موقع إي إس بي إن.كوم (أم.أل.بي) (الإنجليزية)
- رافاييل بيتانكورت على موقع مشجعي الرسوم البيانية (الإنجليزية)